# Anton Antonovič Del'vig
(A. Delvig, Romanza)
Anton Antonovič Del'vig (in russo Антон Антонович Дельвиг?; Mosca, 6 agosto 1798 – San Pietroburgo, 14 gennaio 1831) è stato un poeta russo.

## Biografia
Nato in una famiglia russa di origini baltiche, studiò nel Liceo imperiale di Carskoe Selo, presso San Pietroburgo, con Kjuchel'beker e Puškin, del quale fu grande amico, che gli dedicò la poesia O Delvig. Fu proprio durante il  periodo del liceo che iniziò a scrivere e pubblicare le sue prime opere.
Dal 1825 iniziò a curare la stesura di un almanacco poetico, Severnye cvety (I fiori del Nord), a cui collaborò lo stesso Puškin. L'esperienza di editore lo vide attivo anche nella pubblicazione di una rivista, nel 1830, la Literaturnaja Gazeta (Gazzetta letteraria») che fu chiusa l'anno successivo dal governo russo. Era membro della Vol'noe obščestvo ljubitele slovesnosti, nauk e chudožestv (libera associazione degli amanti delle lettere, delle scienze e delle arti) e della Zelënaja lampa (La lampada verde), altro sodalizio letterario.
Generoso verso i poeti esordienti, come Baratynskij, e famoso per la sua indolenza, che gli impedì di dedicarsi con costanza e impegno all'attività letteraria, pubblicò poche poesie, che si rifanno alla tradizione settecentesca: le sue cose migliori sono gli epigrammi e soprattutto gli idilli, molto apprezzati da Puškin: l'idillio Le bagnanti «rappresenta senza dubbio il più alto risultato raggiunto dalla poesia russa nella raffigurazione puramente sensuale dell'antichità classica».. Fu tra i primi ad utilizzare la forma del sonetto, desueta per la lingua russa.
S'interessò anche al folklore della sua terra, scrivendo canzoni popolari che furono messe in musica dai compositori Aliabev e Glinka.